# سگ‌ماهی درازپوز
سگ‌ماهی درازپوز (نام علمی: Deania quadrispinosum) نام یک گونه از تیره میان‌ربایندگان است.